# Eliminatoria al Campeonato Sub-16 de la AFC de 2020
La Eliminatoria para el Campeonato Sub-16 de la AFC de 2020 fue la fase previa que disputaron 47 selecciones sub-17 de la Confederación Asiática de Fútbol para definir a los 16 participantes en la fase final del torneo a celebrarse en Baréin, quien clasificó automáticamente para la fase final por ser el país anfitrión.
La eliminatoria se jugó del 14 al 22 de septiembre de 2019 y contó con 11 grupos eliminatorios en 11 sedes diferentes.

## Sorteo
El sorteo se realizó el 9 de mayo de 2019 en la AFC House en Kuala Lumpur, Malasia.

## Elegibilidad del jugador
Los jugadores nacidos a partir del 1 de enero de 2004 son elegibles para competir en el torneo.

## Competencia
Los 47 equipos de las asociaciones miembro de la AFC participaron en la competencia.
Zona Oeste: 25 equipos de Asia occidental, Asia central y Asia meridional, que se agruparán en seis grupos: un grupo de cinco equipos y cinco grupos de cuatro equipos (Grupos A – F).
Zona Este: 22 equipos de ASEAN y Asia Oriental se agruparán en cinco grupos: dos grupos de cinco equipos y tres grupos de cuatro equipos (Grupos G – K). Los equipos fueron ubicados en cada zona de acuerdo con su desempeño en el torneo y clasificación final del Campeonato Sub-16 de la AFC 2018.
Los once equipos que indicaron su intención de servir como anfitriones de grupo de clasificación se dividieron en grupos separados, antes del sorteo.

## Formato
En cada grupo, los equipos juegan entre sí una vez en un lugar centralizado. Los once ganadores de grupo y los cuatro mejores finalistas se clasifican para el torneo final. Si los anfitriones del torneo final ganan su grupo o están entre los cuatro mejores finalistas, el quinto mejor finalista también clasifica para el torneo final.

## Resultados

### Grupo A
Los partidos se jugaron en Jordania.
| País       | J | G | E | P | GF | GC | GD  | Pts |
| ---------- | - | - | - | - | -- | -- | --- | --- |
| Tayikistán | 4 | 4 | 0 | 0 | 29 | 2  | +27 | 12  |
| Jordania   | 4 | 2 | 1 | 1 | 17 | 6  | +11 | 7   |
| Kuwait     | 4 | 1 | 2 | 1 | 4  | 11 | -7  | 5   |
| Nepal      | 4 | 1 | 1 | 2 | 4  | 15 | -11 | 4   |
| Sri Lanka  | 4 | 0 | 0 | 4 | 0  | 20 | -20 | 0   |

| 14 de septiembre de 2019, 17:00 | Nepal | 0:7 (0:5) | Jordania                                                                         | Prince Mohammed Estadio, Zarqa,                       |                                                       |
|                                 |       | Reporte   | - 16' Ayman - 19' Hajabi - 20', 43', 47' Al-Alem - 42' Obeidat - 80' Al-Ma'aitah | Asistencia: 178 espectadores Árbitro(s): Kim Dae-yong | Asistencia: 178 espectadores Árbitro(s): Kim Dae-yong |

| 14 de septiembre de 2019, 20:00 | Kuwait                      | 2:0 (2:0) | Sri Lanka | Prince Mohammed Estadio, Zarqa, |                              |
|                                 | - Al-Sulili 9' - Yousef 15' | Reporte   | 18        | Árbitro(s): Nazmi Nasaruddin    | Árbitro(s): Nazmi Nasaruddin |

| 16 de septiembre de 2019, 17:00 | Sri Lanka | 0:8 (0:5) | Tayikistán                                                                                      | Prince Mohammed Estadio, Zarqa,                             |                                                             |
|                                 |           | Reporte   | - 17' Saidaliev - 22' Toirov - 26', 34', 60', 68' Khudoidodzoda - 40' Salimshoev - 88' Akhtamov | Asistencia: 11 espectadores Árbitro(s): Mahmood Al-Majarafi | Asistencia: 11 espectadores Árbitro(s): Mahmood Al-Majarafi |

| 16 de septiembre de 2019, 20:00 | Kuwait                  | 1:1 (0:0) | Nepal     | Prince Mohammed Estadio, Zarqa,                     |                                                     |
|                                 | - Al-Hindi 90+5' (pen.) | Reporte   | - 74' Rai | Asistencia: 37 espectadores Árbitro(s): Shaun Evans | Asistencia: 37 espectadores Árbitro(s): Shaun Evans |

| 18 de septiembre de 2019, 17:00 | Tayikistán | 9:0 (4:0) | Kuwait | Prince Mohammed Estadio, Zarqa,                          |                                                          |
|                                 | - Al-Kandari 20' (a.g.) - Salimshoev 42', 45+2' - Khudoidodzoda 45+4', 74' - Saidaliev 47' - Azizov 68' - Karimov 77' (pen.) - Toirov 90+1' | Reporte   |        | Asistencia: 19 espectadores Árbitro(s): Nazmi Nasaruddin | Asistencia: 19 espectadores Árbitro(s): Nazmi Nasaruddin |

| 18 de septiembre de 2019, 20:00 | Jordania                                                                                  | 7:0 (0:0) | Sri Lanka | Prince Mohammed Estadio, Zarqa,                                |                                                                |
|                                 | - Al-Taher 52' - Al-Alem 60', 67' - Obeidat 73' - Al-Ma'aitah 76', 86' - Al-Elaimat 90+3' | Reporte   |           | Asistencia: 531 espectadores Árbitro(s): Thoriq Munir Alkatiri | Asistencia: 531 espectadores Árbitro(s): Thoriq Munir Alkatiri |

| 20 de septiembre de 2019, 17:00 | Jordania      | 1:1 (1:1) | Kuwait          | Prince Mohammed Estadio, Zarqa,                       |                                                       |
|                                 | - Obeidat 28' | Reporte   | - 19' Al-Sulili | Asistencia: 972 espectadores Árbitro(s): Kim Dae-yong | Asistencia: 972 espectadores Árbitro(s): Kim Dae-yong |

| 20 de septiembre de 2019, 20:00 | Nepal | 0:7 (0:4) | Tayikistán                                                                                            | Prince Mohammed Estadio, Zarqa,                              |                                                              |
|                                 |       | Reporte   | - 7', 15', 30' Saidaliev - 12' Khudoidodzoda - 46' Toirov - 71' Davlatzoda - 83' (pen.) Shovaisudinov | Asistencia: 972 espectadores Árbitro(s): Mahmood Al-Majarafi | Asistencia: 972 espectadores Árbitro(s): Mahmood Al-Majarafi |

| 22 de septiembre de 2019, 17:00 | Sri Lanka | 0:3 (0:1) | Nepal                                        | Prince Mohammed Estadio, Zarqa,   |                                   |
|                                 |           | Reporte   | - M. Gurung 36' - Chaulagain 64' - Tamli 89' | Árbitro(s): Thoriq Munir Alkatiri | Árbitro(s): Thoriq Munir Alkatiri |

| 22 de septiembre de 2019, 20:00 | Tayikistán                                                                     | 5:2 (1:2) | Jordania                      | Prince Mohammed Estadio, Zarqa, |                       |
|                                 | - Rahmatzoda 24' - Khudoidodzoda 60' - Toirov 69' - Azizov 77' - Saidaliev 82' | Reporte   | - Al-Alem 11' - Al-Reda'i 13' | Árbitro(s): Australia           | Árbitro(s): Australia |

### Grupo B
Los partidos se jugaron en Uzbekistán.
| País         | J | G | E | P | GF | GC | GD  | Pts |
| ------------ | - | - | - | - | -- | -- | --- | --- |
| India        | 3 | 2 | 1 | 0 | 11 | 1  | +10 | 7   |
| Uzbekistán   | 3 | 2 | 1 | 0 | 7  | 4  | +3  | 7   |
| Turkmenistán | 3 | 1 | 0 | 2 | 4  | 9  | -5  | 3   |
| Baréin       | 3 | 0 | 0 | 3 | 2  | 10 | -8  | 0   |

| 18 de septiembre de 2019, 16:00 | India                                                              | 5:0 (2:0) | Turkmenistán | Transportation Institute Estadio, Taskent,                |                                                           |
|                                 | - Paul 23' - Nongmeikapam 40', 90+1' - Loitongbam 55' - Jangra 90' | Reporte   |              | Asistencia: 55 espectadores Árbitro(s): Masoud Tufayelieh | Asistencia: 55 espectadores Árbitro(s): Masoud Tufayelieh |

| 18 de septiembre de 2019, 16:00 | Uzbekistán                                         | 3:1 (1:1) | Baréin           | JAR Estadio, Taskent,                                 |                                                       |
|                                 | - Islamov 18' - Abdurazokov 69' - Turdimurodov 90' | Reporte   | - 44' Al-Moosawi | Asistencia: 550 espectadores Árbitro(s): Kim Woo-sung | Asistencia: 550 espectadores Árbitro(s): Kim Woo-sung |

| 20 de septiembre de 2019, 16:00 | Turkmenistán                  | 2:3 (1:1) | Uzbekistán                                               | JAR Estadio, Taskent,                                   |                                                         |
|                                 | - Goşaýew 41' - Mämiýew 90+1' | Reporte   | - 45+2' (a.g.) Atabaýew - 72' Islamov - 81' Turdimurodov | Asistencia: 320 espectadores Árbitro(s): Yudai Yamamoto | Asistencia: 320 espectadores Árbitro(s): Yudai Yamamoto |

| 20 de septiembre de 2019, 16:00 | Baréin | 0:5 (0:4) | India                                                       | Transportation Institute Estadio, Taskent,                 |                                                            |
|                                 |        | Reporte   | - 4', 27' Nongmeikapam - 25' (a.g.) Hasan - 45+1', 73' Paul | Asistencia: 100 espectadores Árbitro(s): Clifford Daypuyat | Asistencia: 100 espectadores Árbitro(s): Clifford Daypuyat |

| 22 de septiembre de 2019, 16:00 | India              | 1:1 (0:0) | Uzbekistán    | JAR Estadio, Taskent,         |                               |
|                                 | - Nongmeikapam 68' | Reporte   | - Islamov 81' | Árbitro(s): Clifford Daypuyat | Árbitro(s): Clifford Daypuyat |

| 22 de septiembre de 2019, 16:00 | Baréin       | 1:2 (1:0) | Turkmenistán                                    | Transportation Institute Estadio, Taskent, |                          |
|                                 | - Humood 11' | Reporte   | - Annamyradow 79' (pen.) - Gurbandurdyýew 90+2' | Árbitro(s): Kim Woo-sung                   | Árbitro(s): Kim Woo-sung |

##### Nota
1. ↑   Baréin, como anfitrión del torneo clasificó automáticamente para la fase final, independientemente de los resultados obtenidos en el grupo en el cual participó.

### Grupo C
Los partidos se jugaron en Irán.
| País       | J | G | E | P | GF | GC | GD  | Pts |
| ---------- | - | - | - | - | -- | -- | --- | --- |
| Irán       | 3 | 3 | 0 | 0 | 19 | 1  | +18 | 9   |
| Palestina  | 3 | 2 | 0 | 1 | 8  | 3  | +5  | 6   |
| Maldivas   | 3 | 1 | 0 | 2 | 3  | 17 | -14 | 3   |
| Afganistán | 3 | 0 | 0 | 3 | 0  | 9  | -9  | 0   |

| 18 de septiembre de 2019, 16:45 | Afganistán       | 0:3 (1:1) (Otorgado por las AFC) | Palestina         | Hajibabaei Estadio, Hamadan, |                             |
|                                 | - Amiri 30', 70' | Reporte                          | - 40', 69' Shadid | Árbitro(s): Timur Faizullin  | Árbitro(s): Timur Faizullin |

| 18 de septiembre de 2019, 19:45 | Irán | 13:0 (7:0) | Maldivas | Hajibabaei Estadio, Hamadan,                            |                                                         |
|                                 | - Ebrahimzadeh 6', 27', 46', 77', 86' - Rostami 11' (pen.), 48' - Danesh 26', 43' - Bahri 30', 40' - Kooshki 58', 72' | Reporte    |          | Asistencia: 1.221 espectadores Árbitro(s): Yusuke Araki | Asistencia: 1.221 espectadores Árbitro(s): Yusuke Araki |

| 20 de septiembre de 2019, 16:45 | Maldivas | 3:0 (0:0) (Otorgado por las AFC) | Afganistán                           | Hajibabaei Estadio, Hamadan,                              |                                                           |
|                                 |          | Reporte                          | - 52' Amin - 57' Bashiri - 84' Halim | Asistencia: 420 espectadores Árbitro(s): Khalid Al-Shaqsi | Asistencia: 420 espectadores Árbitro(s): Khalid Al-Shaqsi |

| 20 de septiembre de 2019, 19:45 | Palestina     | 1:2 (1:2) | Irán                                    | Hajibabaei Estadio, Hamadan,                                 |                                                              |
|                                 | - Awayssa 26' | Reporte   | - 30' (pen.) Rostami - 45' Ebrahimzadeh | Asistencia: 420 espectadores Árbitro(s): Mongkolchai Pechsri | Asistencia: 420 espectadores Árbitro(s): Mongkolchai Pechsri |

| 22 de septiembre de 2019, 15:45 | Palestina                                                   | 4:1 (4:1) | Maldivas      | Hajibabaei Estadio, Hamadan,    |                                 |
|                                 | - Al-Sharbati 56' - Khdirat 66' - Awayssa 88' - Attal 90+2' | Reporte   | - Hamdoon 50' | Árbitro(s): Mongkolchai Pechsri | Árbitro(s): Mongkolchai Pechsri |

| 22 de septiembre de 2019, 18:45 | Irán                                           | 3:0 (2:0) (Otorgado por las AFC) | Afganistán | Hajibabaei Estadio, Hamadan, |                          |
|                                 | - Kooshki 17', 76' - Rostami 45+2' (pen.), 59' | Reporte                          |            | Árbitro(s): Yusuke Araki     | Árbitro(s): Yusuke Araki |

### Grupo D
Los partidos se jugaron en Arabia Saudita.
| País           | J | G | E | P | GF | GC | GD | Pts |
| -------------- | - | - | - | - | -- | -- | -- | --- |
| Arabia Saudita | 3 | 2 | 1 | 0 | 8  | 3  | +5 | 7   |
| Omán           | 3 | 2 | 1 | 0 | 3  | 0  | +3 | 7   |
| Pakistán       | 3 | 0 | 1 | 2 | 3  | 7  | -4 | 1   |
| Siria          | 3 | 0 | 1 | 2 | 2  | 6  | -4 | 1   |

| 18 de septiembre de 2019, 18:25 | Omán                            | 2:0 (1:0) | Pakistán | Prince Saud bin Jalawi Estadio, Khobar,              |                                                      |
|                                 | - Al-Hasani 18' - Al-Araimi 61' | Reporte   |          | Asistencia: 99 espectadores Árbitro(s): Yu Ming-hsun | Asistencia: 99 espectadores Árbitro(s): Yu Ming-hsun |

| 18 de septiembre de 2019, 21:20 | Arabia Saudita                            | 4:1 (3:1) | Siria          | Prince Saud bin Jalawi Estadio, Khobar,                     |                                                             |
|                                 | - Zaid 8' - Al-Zaid 17' - Barrah 39', 83' | Reporte   | - 45+1' Kassem | Asistencia: 120 espectadores Árbitro(s): Çarymyrat Kurbanow | Asistencia: 120 espectadores Árbitro(s): Çarymyrat Kurbanow |

| 20 de septiembre de 2019, 18:25 | Siria | 0:1 (0:0) | Omán           | Prince Saud bin Jalawi Estadio, Khobar,                 |                                                         |
|                                 |       | Reporte   | - 90' Al-Jabri | Asistencia: 98 espectadores Árbitro(s): Chae Sang-hyeop | Asistencia: 98 espectadores Árbitro(s): Chae Sang-hyeop |

| 20 de septiembre de 2019, 21:20 | Pakistán                    | 2:4 (0:3) | Arabia Saudita                                | Prince Saud bin Jalawi Estadio, Khobar,                   |                                                           |
|                                 | - Amir Khan 63' - Ahmed 72' | Reporte   | - 14' Hibah - 15', 67' Al-Elewai - 38' Barrah | Asistencia: 98 espectadores Árbitro(s): Sadullo Gulmurodi | Asistencia: 98 espectadores Árbitro(s): Sadullo Gulmurodi |

| 22 de septiembre de 2019, 18:25 | Siria       | 1:1 (0:0) | Pakistán    | Prince Saud bin Jalawi Estadio, Khobar, |                                |
|                                 | - Jabra 90' | Reporte   | - Ahmed 64' | Árbitro(s): Çarymyrat Kurbanow          | Árbitro(s): Çarymyrat Kurbanow |

| 22 de septiembre de 2019, 21:20 | Omán | 0:0     | Arabia Saudita | Prince Saud bin Jalawi Estadio, Khobar, |                          |
|                                 |      | Reporte |                | Árbitro(s): Yu Ming-hsun                | Árbitro(s): Yu Ming-hsun |

### Grupo E
Los partidos se jugaron en Catar.
| País      | J | G | E | P | GF | GC | GD  | Pts |
| --------- | - | - | - | - | -- | -- | --- | --- |
| Catar     | 3 | 2 | 1 | 0 | 14 | 1  | 13  | 7   |
| Yemen     | 3 | 2 | 1 | 0 | 14 | 2  | 12  | 7   |
| Bangladés | 3 | 1 | 0 | 2 | 3  | 5  | +2  | 3   |
| Bután     | 3 | 0 | 0 | 3 | 1  | 24 | -23 | 0   |

| 18 de septiembre de 2019, 16:00 | Yemen                                                                                                 | 10:1 (4:1) | Bután         | Aspire Dome, Doha,                                 |                                                    |
|                                 | - Balabl 12' (pen.) - Murshed 16', 76' - Ali Hasan 20', 43' - Mahdi 51', 52', 80', 84' - Al-Tairi 74' | Reporte    | - 42' Namgyel | Asistencia: 150 espectadores Árbitro(s): Zhang Lei | Asistencia: 150 espectadores Árbitro(s): Zhang Lei |

| 18 de septiembre de 2019, 19:00 | Bangladés | 0:2 (0:0) | Catar                            | Aspire Dome, Doha,                                        |                                                           |
|                                 |           | Reporte   | - 55' Al-Abdulla - 90' Al-Dosari | Asistencia: 605 espectadores Árbitro(s): Nasrullo Kabirov | Asistencia: 605 espectadores Árbitro(s): Nasrullo Kabirov |

| 20 de septiembre de 2019, 16:00 | Bután | 0:3 (0:1) | Bangladés                                  | Aspire Dome, Doha,                                    |                                                       |
|                                 |       | Reporte   | - 45' Saeed - 50' (a.g.) Jigme - 52' Islam | Asistencia: 455 espectadores Árbitro(s): Takuto Okabe | Asistencia: 455 espectadores Árbitro(s): Takuto Okabe |

| 20 de septiembre de 2019, 19:00 | Catar                    | 1:1 (0:0) | Yemen            | Aspire Dome, Doha,                                       |                                                          |
|                                 | - Al-Quraishi 58' (pen.) | Reporte   | - 77' Al-Kawmani | Asistencia: 3.000 espectadores Árbitro(s): Payam Heidari | Asistencia: 3.000 espectadores Árbitro(s): Payam Heidari |

| 22 de septiembre de 2019, 16:00 | Yemen                          | 3:0 (0:0) | Bangladés | Aspire Dome, Doha,       |                          |
|                                 | - Hasan 64' - Mahroos 73', 78' | Reporte   |           | Árbitro(s): Takuto Okabe | Árbitro(s): Takuto Okabe |

| 22 de septiembre de 2019, 19:00 | Catar | 11:0 (3:0) | Bután | Aspire Dome, Doha,    |                       |
|                                 | - Al-Abdulla 8', 65', 68' - Hamza 36' (pen.), 88' (pen.) - Al-Quraishi 44' (pen.), 57' - Al-Naimi 49' - Al-Mejaba 53' - Al-Ghareeb 73' - Al-Dosari 90+3' | Reporte    |       | Árbitro(s): Zhang Lei | Árbitro(s): Zhang Lei |

### Grupo F
Los partidos se jugaron en Kirguistán.
| País                   | J | G | E | P | GF | GC | GD | Pts |
| ---------------------- | - | - | - | - | -- | -- | -- | --- |
| Emiratos Árabes Unidos | 3 | 3 | 0 | 0 | 7  | 2  | 5  | 9   |
| Irak                   | 3 | 2 | 0 | 1 | 5  | 2  | 3  | 6   |
| Kirguistán             | 3 | 1 | 0 | 2 | 4  | 7  | -3 | 3   |
| Líbano                 | 3 | 0 | 0 | 3 | 4  | 9  | -5 | 0   |

| 18 de septiembre de 2019, 15:30 | Irak | 0:1 (0:1) | Emiratos Árabes Unidos | Dolen Omurzakov Estadio, Biskek,                        |                                                         |
|                                 |      | Reporte   | - 39' Adil             | Asistencia: 50 espectadores Árbitro(s): Arumughan Rowan | Asistencia: 50 espectadores Árbitro(s): Arumughan Rowan |

| 18 de septiembre de 2019, 20:00 | Kirguistán                              | 3:2 (0:2) | Líbano                          | Dolen Omurzakov Estadio, Biskek,                           |                                                            |
|                                 | - Almazbekov 62' - Abylkasymov 72', 85' | Reporte   | - 10' Khalaf - 21' Nassereddine | Asistencia: 1.200 espectadores Árbitro(s): Chen Hsin-chuan | Asistencia: 1.200 espectadores Árbitro(s): Chen Hsin-chuan |

| 20 de septiembre de 2019, 15:30 | Líbano     | 1:2 (0:0) | Irak                        | Dolen Omurzakov Estadio, Biskek,                         |                                                          |
|                                 | - Zbib 84' | Reporte   | - 64' Al-Ameer - 78' Jameel | Asistencia: 45 espectadores Árbitro(s): Pranjal Banerjee | Asistencia: 45 espectadores Árbitro(s): Pranjal Banerjee |

| 20 de septiembre de 2019, 20:00 | Emiratos Árabes Unidos  | 2:1 (2:0) | Kirguistán              | Dolen Omurzakov Estadio, Biskek,                           |                                                            |
|                                 | - Adil 7' - Ibrahim 13' | Reporte   | - 87' (pen.) Almazbekov | Asistencia: 2.000 espectadores Árbitro(s): Choe Kwang-hyon | Asistencia: 2.000 espectadores Árbitro(s): Choe Kwang-hyon |

| 22 de septiembre de 2019, 15:30 | Líbano            | 1:4 (0:3) | Emiratos Árabes Unidos                                  | Dolen Omurzakov Estadio, Biskek, |                             |
|                                 | - Zbib 63' (pen.) | Reporte   | - Adil 16' (pen.) - Al-Harthi 26', 60' - Abdulrahim 32' | Árbitro(s): Arumughan Rowan      | Árbitro(s): Arumughan Rowan |

| 22 de septiembre de 2019, 20:00 | Irak                                             | 3:0 (1:0) | Kirguistán | Dolen Omurzakov Estadio, Biskek, |                             |
|                                 | - Hasan 40' - Jameel 45+2' - Al-Akbar 90' (pen.) | Reporte   |            | Árbitro(s): Chen Hsin-chuan      | Árbitro(s): Chen Hsin-chuan |

### Grupo G
Los partidos se jugaron en Indonesia.
| País                     | J | G | E | P | GF | GC | GD  | Pts |
| ------------------------ | - | - | - | - | -- | -- | --- | --- |
| China                    | 4 | 3 | 1 | 0 | 28 | 0  | +28 | 10  |
| Indonesia                | 4 | 3 | 1 | 0 | 27 | 1  | +26 | 10  |
| Filipinas                | 4 | 2 | 0 | 2 | 10 | 12 | -2  | 6   |
| Brunéi                   | 4 | 1 | 0 | 3 | 7  | 19 | -12 | 3   |
| Islas Marianas del Norte | 4 | 0 | 0 | 4 | 2  | 42 | -40 | 0   |

| 14 de septiembre de 2019, 15:30 | Brunéi | 0:7 (0:2) | China                                                                 | Madya Estadio, Yakarta,                                 |                                                         |
|                                 |        | Reporte   | - 3', 22' Chao - 57', 60', 89' Xiaoke - 75' Jingchun - 90+4' Yaozhang | Asistencia: 28 espectadores Árbitro(s): Sherzod Kasimov | Asistencia: 28 espectadores Árbitro(s): Sherzod Kasimov |

| 14 de septiembre de 2019, 19:00 | Islas Marianas del Norte | 0:7 (0:3) | Filipinas                                                                       | Madya Estadio, Yakarta,                              |                                                      |
|                                 |                          | Reporte   | - 3' Saludo - 33', 42', 51' Jalique - 69' Pahud - 81' Palacio - 90+2' del Campo | Asistencia: 39 espectadores Árbitro(s): Feras Taweel | Asistencia: 39 espectadores Árbitro(s): Feras Taweel |

| 16 de septiembre de 2019, 15:30 | Islas Marianas del Norte | 1:5 (0:0) | Brunéi                                                     | Madya Estadio, Yakarta,                               |                                                       |
|                                 | - Goto 87'               | Reporte   | - 49' Syariee - 60', 73', 90+2' Aleshahmezan - 84' Affendy | Asistencia: 21 espectadores Árbitro(s): Bijan Heidari | Asistencia: 21 espectadores Árbitro(s): Bijan Heidari |

| 16 de septiembre de 2019, 19:00 | Filipinas | 0:4 (0:1) | Indonesia                                                   | Madya Estadio, Yakarta,                                     |                                                             |
|                                 |           | Reporte   | - 37' Athallah - 46' Ferdinan - 52' Lestaluhu - 78' Mulyono | Asistencia: 3.740 espectadores Árbitro(s): Abdulla Al-Marri | Asistencia: 3.740 espectadores Árbitro(s): Abdulla Al-Marri |

| 18 de septiembre de 2019, 15:30 | China                                                             | 6:0 (2:0) | Filipinas | Madya Estadio, Yakarta,                                 |                                                         |
|                                 | - Fan Chao 14', 57' - Mijiti 22' (pen.), 58' - He Xiaoke 47', 52' | Reporte   |           | Asistencia: 60 espectadores Árbitro(s): Mohammad Arafah | Asistencia: 60 espectadores Árbitro(s): Mohammad Arafah |

| 18 de septiembre de 2019, 19:00 | Indonesia | 15:1 (6:1) | Islas Marianas del Norte | Madya Estadio, Yakarta,                               |                                                       |
|                                 | - Ferdinan 8', 51', 53', 63', 90' - Daffa 15' - Athallah 16', 18', 26', 42' - Arianto 57', 73' - Pratama 59', 78' - Tata 87' | Reporte    | - 45+1' Maniago          | Asistencia: 711 espectadores Árbitro(s): Feras Taweel | Asistencia: 711 espectadores Árbitro(s): Feras Taweel |

| 20 de septiembre de 2019, 15:30 | China | 15:0 (7:0) | Islas Marianas del Norte | Madya Estadio, Yakarta,                               |                                                       |
|                                 | - Yaozhang 4', 6', 29', 46' - Xinglong 17', 41', 51' - Peizhao 36', 66', 68', 82' - Diya 45' (pen.) - Jingchun 62' - Mijiti 81' (pen.), 89' | Reporte    |                          | Asistencia: 39 espectadores Árbitro(s): Bijan Heidari | Asistencia: 39 espectadores Árbitro(s): Bijan Heidari |

| 20 de septiembre de 2019, 19:00 | Brunéi | 0:8 (0:2) | Indonesia                                                                                             | Madya Estadio, Yakarta,                                     |                                                             |
|                                 |        | Reporte   | - 15' (pen.) Athallah - 43', 88' Daffa - 47' (pen.) Ferdinan - 61', 69' Shaifullah - 63', 83' Arianto | Asistencia: 1.060 espectadores Árbitro(s): Abdulla Al-Marri | Asistencia: 1.060 espectadores Árbitro(s): Abdulla Al-Marri |

| 22 de septiembre de 2019, 15:30 | Filipinas                               | 3:2 (0:1) | Brunéi                      | Gelora Bung Karno Estadio, Yakarta, |                             |
|                                 | - Pahud 55' - Abelarde 58' - Dalapo 84' | Reporte   | - Wafiq 16' - Syaherrul 73' | Árbitro(s): Mohammad Arafah         | Árbitro(s): Mohammad Arafah |

| 22 de septiembre de 2019, 19:00 | Indonesia | 0:0     | China | Gelora Bung Karno Estadio, Yakarta, |                             |
|                                 |           | Reporte |       | Árbitro(s): Sherzod Kasimov         | Árbitro(s): Sherzod Kasimov |

### Grupo H
Los partidos se jugaron en Vietnam.
| País           | J | G | E | P | GF | GC | GD  | Pts |
| -------------- | - | - | - | - | -- | -- | --- | --- |
| Australia      | 4 | 4 | 0 | 0 | 8  | 2  | 6   | 12  |
| Vietnam        | 4 | 3 | 0 | 1 | 16 | 2  | 14  | 9   |
| Timor Oriental | 4 | 2 | 0 | 2 | 11 | 4  | 7   | 6   |
| Mongolia       | 4 | 1 | 0 | 3 | 2  | 14 | -12 | 3   |
| Macao          | 4 | 0 | 0 | 4 | 1  | 16 | -15 | 0   |

| 14 de septiembre de 2019, 16:00 | Macao | 0:1 (0:0) | Mongolia            | Vietnam YFTC Field no. 1, Hanói,                    |                                                     |
|                                 |       | Reporte   | - 70' Jargalsaikhan | Asistencia: 10 espectadores Árbitro(s): Zaid Thamer | Asistencia: 10 espectadores Árbitro(s): Zaid Thamer |

| 14 de septiembre de 2019, 18:00 | Timor Oriental | 0:2 (0:2) | Vietnam                        | Vietnam YFTC Field no. 3, Hanói,                      |                                                       |
|                                 |                | Reporte   | - 5' Văn Dương - 28' Văn Phong | Asistencia: 325 espectadores Árbitro(s): Ahmad Al-Ali | Asistencia: 325 espectadores Árbitro(s): Ahmad Al-Ali |

| 16 de septiembre de 2019, 16:00 | Macao                  | 1:6 (0:2) | Timor Oriental                                                         | Vietnam YFTC Field no. 1, Hanói,                       |                                                        |
|                                 | - Fernandes 55' (a.g.) | Reporte   | - 8', 48' Lemos - 39' Vong - 80' de Carvalho - 82' Guterres - 89' Mota | Asistencia: 41 espectadores Árbitro(s): Qasim Al-Hatmi | Asistencia: 41 espectadores Árbitro(s): Qasim Al-Hatmi |

| 16 de septiembre de 2019, 18:00 | Mongolia         | 1:2 (0:2) | Australia                                    | Vietnam YFTC Field no. 3, Hanói,                  |                                                   |
|                                 | - Damdindorj 65' | Reporte   | - 3' (a.g.) Delgernasan - 15' (a.g.) Batsukh | Asistencia: 105 espectadores Árbitro(s): Ali Reda | Asistencia: 105 espectadores Árbitro(s): Ali Reda |

| 18 de septiembre de 2019, 16:00 | Australia                                    | 3-0     | Macao | Vietnam YFTC Field no. 1, Hanói, |                            |
|                                 | - Nguyen 9', 44' - Leong Chon Kit 27' (o.g.) | Reporte |       | Árbitro(s): Ammar Mahfoodh       | Árbitro(s): Ammar Mahfoodh |

| 18 de septiembre de 2019, 18:00 | Vietnam | 7-0     | Mongolia | Vietnam YFTC Field no. 3, Hanói, |                            |
|                                 | - Đỗ Văn Chí 5' (pen.) - Gankhuyag 17' (o.g.) - Võ Anh Quân 24' - Nguyễn Công Sơn 40' - Cái Văn Quỳ 74' - Vũ Đặng Minh Tú 75' - Đàm Đức Vinh 80' | Reporte |          | Árbitro(s): Qasim Al-Hatmi       | Árbitro(s): Qasim Al-Hatmi |

| 20 de septiembre de 2019, 16:00 | Timor Oriental | 0:1 (0:1) | Australia       | Vietnam YFTC Field no. 1, Hanói, |                          |
|                                 |                | Reporte   | - Rawlins 45+1' | Árbitro(s): Ahmad Al-Ali         | Árbitro(s): Ahmad Al-Ali |

| 20 de septiembre de 2019, 18:00 | Vietnam | 6:0 (1:0) | Macao | Vietnam YFTC Field no. 3, Hanói, |                      |
|                                 | - Sou Hin Nang 28' (o.g.) - Vũ Đặng Minh Tú 48' - Lei Cheng Lam 52' (o.g.) - Phan Duy Hào 53', 64' - Đàm Đức Vinh 87' | Reporte   |       | Árbitro(s): Ali Reda             | Árbitro(s): Ali Reda |

| 22 de septiembre de 2019, 16:00 | Mongolia | 0:5 (0:2) | Timor Oriental                         | Vietnam YFTC Field no. 1, Hanói, |                            |
|                                 |          | Reporte   | - Kefi 5', 13' - Bahkito 68', 75', 82' | Árbitro(s): Ammar Mahfoodh       | Árbitro(s): Ammar Mahfoodh |

| 22 de septiembre de 2019, 18:00 | Australia                  | 2:1 (0:1) | Vietnam               | Vietnam YFTC Field no. 3, Hanói, |                         |
|                                 | - Oliveira 58' - Smyth 89' | Reporte   | - Nguyễn Công Sơn 19' | Árbitro(s): Zaid Thamer          | Árbitro(s): Zaid Thamer |

### Grupo I
Los partidos se jugaron en Singapur.
| País            | J | G | E | P | GF | GC | GD  | Pts |
| --------------- | - | - | - | - | -- | -- | --- | --- |
| Corea del Norte | 3 | 3 | 0 | 0 | 26 | 1  | 25  | 9   |
| Hong Kong       | 3 | 2 | 0 | 1 | 6  | 6  | 0   | 6   |
| Singapur        | 3 | 1 | 0 | 2 | 12 | 9  | 3   | 3   |
| Guam            | 3 | 0 | 0 | 3 | 2  | 30 | -28 | 0   |

| 18 de septiembre de 2019, 17:00 | Corea del Norte | 16-0 (9-0) | Guam | Estadio Jalan Besar, Kallang,                       |                                                     |
|                                 | - Chol-gyong 7', 57' - Song-jin 12', 33', 35' (pen.), 44' - Il-song 15', 39', 42' (pen.) - Kum-chol 37', 52', 55', 66', 89' - Kwang-ryong 65' - Kwon-ung 72' | Reporte    |      | Asistencia: 56 espectadores Árbitro(s): Baraa Aisha | Asistencia: 56 espectadores Árbitro(s): Baraa Aisha |

| 18 de septiembre de 2019, 20:00 | Hong Kong                            | 2-1 (1-1) | Singapur   | Estadio Jalan Besar, Kallang,                             |                                                           |
|                                 | - Tsz Hin 35' - Lok Him 90+1' (pen.) | Reporte   | - 9' Nadim | Asistencia: 528 espectadores Árbitro(s): Khalid Al-Turais | Asistencia: 528 espectadores Árbitro(s): Khalid Al-Turais |

| 20 de septiembre de 2019, 17:00 | Guam            | 1:4     | Hong Kong                                                | Estadio Jalan Besar, Kallang, |                              |
|                                 | - Benavente 75' | Reporte | - Yim Kai Cheuk 5', 39' - Slattery 52' - Lee Tsz Hin 86' | Árbitro(s): C. R. Srikrishna  | Árbitro(s): C. R. Srikrishna |

| 20 de septiembre de 2019, 20:00 | Singapur      | 1:6     | Corea del Norte                                                                                      | Estadio Jalan Besar, Kallang,  |                                |
|                                 | - Khairin 43' | Reporte | - Ri Il-song 22' - Choe Song-jin 27', 63' - Yom Chol-gyong 38' - Choe Ryong-il 51' - Ri Kum-chol 73' | Árbitro(s): Dmitriy Mashentsev | Árbitro(s): Dmitriy Mashentsev |

| 22 de septiembre de 2019, 17:00 | Corea del Norte                                                       | 4:0     | Hong Kong | Estadio Jalan Besar, Kallang, |                              |
|                                 | - Choe Song-jin 31' (pen.) - Ri Il-song 36' - Mun Jong-chong 39', 61' | Reporte |           | Árbitro(s): Khalid Al-Turais  | Árbitro(s): Khalid Al-Turais |

| 22 de septiembre de 2019, 20:00 | Singapur | 10:1 (6:1) | Guam          | Estadio Jalan Besar, Kallang, |                         |
|                                 | - Pinto 7' (pen.) - Ali 16' - Seng Hong Kai 22', 33' - Arsyad 25', 53', 65' - Austin 39' - Irfan 47' - Nasrul 90+3' (pen.) | Reporte    | - Stenson 18' | Árbitro(s): Baraa Aisha       | Árbitro(s): Baraa Aisha |

### Grupo J
Los partidos se jugaron en Laos.
| País    | J | G | E | P | GF | GC | GD  | Pts |
| ------- | - | - | - | - | -- | -- | --- | --- |
| Japón   | 3 | 2 | 1 | 0 | 14 | 2  | 12  | 7   |
| Laos    | 3 | 2 | 0 | 1 | 2  | 4  | -2  | 6   |
| Malasia | 3 | 1 | 1 | 1 | 9  | 3  | 6   | 4   |
| Camboya | 3 | 0 | 0 | 3 | 0  | 16 | -16 | 0   |

| 18 de septiembre de 2019, 15:00 | Japón                                              | 4-0     | Laos | Estadio Nacional, Vientián,   |                               |
|                                 | - H. Suzuki 25', 75' - Narahara 26' - Yamazaki 63' | Reporte |      | Árbitro(s): Mohammed Al-Hoish | Árbitro(s): Mohammed Al-Hoish |

| 18 de septiembre de 2019, 18:30 | Malasia                                                                                 | 7-0     | Camboya | Estadio Nacional, Vientián, |                             |
|                                 | - Adam U. 7' (pen.) - Adam F. 16' - Akid 22', 30' - Harry 52' - Nabil 65' - Khairil 90' | Reporte |         | Árbitro(s): Tejas Nagvenkar | Árbitro(s): Tejas Nagvenkar |

| 20 de septiembre de 2019, 15:00 | Camboya | 0:8 (0:3) | Japón                                                                  | Estadio Nacional, Vientián,   |                               |
|                                 |         | Reporte   | - Morimoto 3', 10', 88' - Osaka 15', 59' - Kitano 49', 62' - Naito 57' | Árbitro(s): Ismaeel Habib Ali | Árbitro(s): Ismaeel Habib Ali |

| 20 de septiembre de 2019, 18:30 | Laos              | 1:0 (1:0) | Malasia | Estadio Nacional, Vientián,   |                               |
|                                 | - Somthongkham 4' | Reporte   |         | Árbitro(s): Shukri Al-Hunfush | Árbitro(s): Shukri Al-Hunfush |

| 22 de septiembre de 2019, 15:00 | Japón                            | 2:2 (0:0) | Malasia                  | Estadio Nacional, Vientián,   |                               |
|                                 | - Osako 63' (pen.) - Naito 90+4' | Reporte   | - Daniel 73' (pen.), 82' | Árbitro(s): Shukri Al-Hunfush | Árbitro(s): Shukri Al-Hunfush |

| 22 de septiembre de 2019, 18:30 | Camboya | 0:1 (0:1) | Laos              | Estadio Nacional, Vientián,   |                               |
|                                 |         | Reporte   | - Siphongphan 25' | Árbitro(s): Ismaeel Habib Ali | Árbitro(s): Ismaeel Habib Ali |

### Grupo K
Los partidos se jugaron en Birmania.
| País          | J | G | E | P | GF | GC | GD  | Pts |
| ------------- | - | - | - | - | -- | -- | --- | --- |
| Corea del Sur | 3 | 3 | 0 | 0 | 13 | 0  | 13  | 9   |
| Tailandia     | 3 | 2 | 0 | 1 | 10 | 2  | 8   | 6   |
| China Taipéi  | 3 | 1 | 0 | 2 | 2  | 16 | -14 | 3   |
| Birmania      | 3 | 0 | 0 | 3 | 0  | 7  | -7  | 0   |

| 18 de septiembre de 2019, 15:00 | Corea del Sur | 10-0    | China Taipéi | Estadio Thuwunna, Yangon,     |                               |
|                                 | - Lee Kyu-dong 19', 20', 47' - Lee Dong-hyeon 45+1' - Kim Ji-soo 54' - Her Dong-min 70' - Chang Ha-min 81', 90+2' - Kim Do-hyun 88' - Kim Jin-yeop 90+1' | Reporte |              | Árbitro(s): Hussein Abo Yehia | Árbitro(s): Hussein Abo Yehia |

| 18 de septiembre de 2019, 18:00 | Tailandia                                         | 4-0     | Birmania | Estadio Thuwunna, Yangon,   |                             |
|                                 | - Niphitphon 7', 12' - Kakana 28' - Theekawin 63' | Reporte |          | Árbitro(s): Saoud Al-Athbah | Árbitro(s): Saoud Al-Athbah |

| 20 de septiembre de 2019, 15:00 | China Taipéi | 0-6     | Tailandia                                                    | Estadio Thuwunna, Yangon, |                        |
|                                 |              | Reporte | - Kongpop 22' - Thanawat 30' - Niphitphon 47', 49', 59', 90' | Árbitro(s): Ali Shaban    | Árbitro(s): Ali Shaban |

| 20 de septiembre de 2019, 18:00 | Birmania | 0:1 (0:0) | Corea del Sur             | Estadio Thuwunna, Yangon, |                          |
|                                 |          | Reporte   | - Chang Ha-min 51' (pen.) | Árbitro(s): Vahid Kazemi  | Árbitro(s): Vahid Kazemi |

| 22 de septiembre de 2019, 15:00 | Corea del Sur                         | 2:0 (2:0) | Tailandia | Estadio Thuwunna, Rangún,     |                               |
|                                 | - Chang Ha-min 12' - Lee Kyu-dong 35' | Reporte   |           | Árbitro(s): Hussein Abo Yehia | Árbitro(s): Hussein Abo Yehia |

| 22 de septiembre de 2019, 18:00 | Birmania | 0:2 (0:0) | China Taipéi                           | Estadio Thuwunna, Rangún,   |                             |
|                                 |          | Reporte   | - Huang Yung-chun 48' - Luo Zih-an 85' | Árbitro(s): Saoud Al-Athbah | Árbitro(s): Saoud Al-Athbah |

## Ranking de los segundos puestos
Los cuatro mejores finalistas se clasifican para el torneo final.
| Pos. | Grupo | Equipo     | PJ | PG | PE | PP | GF | GC | DG | Pts |
| ---- | ----- | ---------- | -- | -- | -- | -- | -- | -- | -- | --- |
| 1    | E     | Yemen      | 3  | 2  | 1  | 0  | 14 | 2  | 12 | 7   |
| 2    | G     | Indonesia  | 3  | 2  | 1  | 0  | 12 | 0  | 12 | 7   |
| 3    | B     | Uzbekistán | 3  | 2  | 1  | 0  | 7  | 4  | 3  | 7   |
| 4    | D     | Omán       | 3  | 2  | 1  | 0  | 3  | 0  | 3  | 7   |
| 5    | H     | Vietnam    | 3  | 2  | 0  | 1  | 10 | 2  | 8  | 6   |
| 6    | K     | Tailandia  | 3  | 2  | 0  | 1  | 10 | 2  | 8  | 6   |
| 7    | F     | Irak       | 3  | 2  | 0  | 1  | 5  | 2  | 3  | 6   |
| 8    | I     | Hong Kong  | 3  | 2  | 0  | 1  | 6  | 6  | 0  | 6   |
| 9    | J     | Laos       | 3  | 2  | 0  | 1  | 2  | 4  | -2 | 6   |
| 10   | A     | Jordania   | 3  | 1  | 1  | 1  | 10 | 6  | 4  | 4   |
| 11   | C     | Palestina  | 3  | 1  | 1  | 1  | 7  | 5  | 2  | 4   |